# راؤول فرانكلين
راؤول فرانكلين (بالإنجليزية: Raoul Franklin)‏ هو فيزيائي نيوزيلندي، ولد في 3 يونيو 1935.